# 丸のこ等取扱作業者
丸のこ等取扱作業者（まるのことうとりあつかいさぎょうしゃ）とは、丸のこ等取扱作業者安全衛生教育を修了した者。

## 受講資格
- 満18歳以上。

## 安全衛生教育
- 事業所により行う講習
- 各講習機関により違う。
- 告示で規定された履修時間は4時間（以上）となっている。

### 講習科目
- 学科

1. 丸のこ盤に関する知識（0.5時間）
2. 丸のこ盤を使用する作業に関する知識（1.5時間）
3. 安全な作業方法に関する知識（0.5時間）
4. 丸のこ盤の点検及び整備に関する知識（0.5時間）
5. 関係法令（0.5時間）

- 実技

1. 丸のこ盤の正しい取扱い方法（0.5時間）